# Свистунов (хутор)
Свистунов —хутор в Новоузенском районе Саратовской области в составе сельского поселения Алгайское муниципальное образование. 

## География
Находится на расстоянии примерно 17 километров по прямой на юг от районного центра города Новоузенск.

## История
Официальная дата основания 1949 год.

## Население
Постоянное население составило 7 человек (чеченцы 71%, казахи 29%) в 2002 году, 8 в 2010.